# Juliusz Makarewicz (malarz)
Juliusz (Julian) Makarewicz (ur. 1854 w Synowódzku Wyżnym, zm. 1936 w Krakowie) – polski malarz, profesor krakowskiej Akademii Sztuk Pięknych, konserwator.

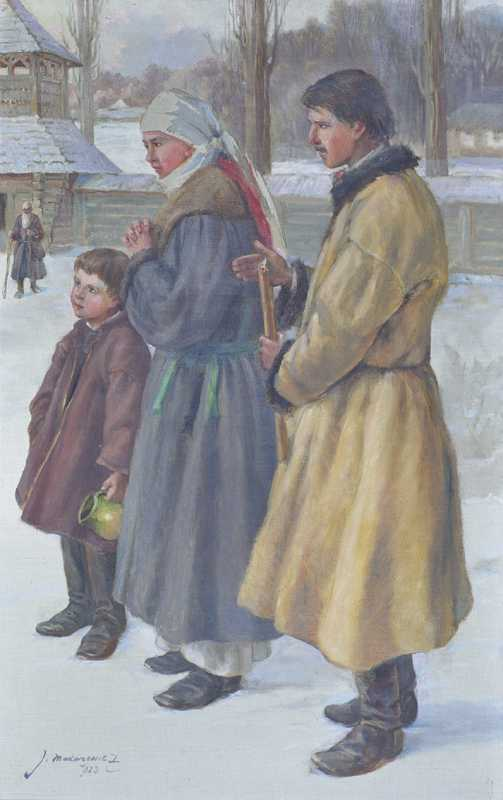
Makarewicz Na Gromniczną

## Życiorys
Studiował na wydziale architektury Politechniki Lwowskiej. Dzięki stypendium hrabiego Karola Lanckorońskiego rozpoczął studia na Akademii Wiedeńskiej u Christiana Griepenkerla, potem w Monachium (w końcu października 1880 r. zgłosił się do Akademii Sztuk Pięknych - Naturklasse) i w Rzymie. Podróżował do Grecji, Konstantynopola i Egiptu. Razem z Aleksandrem Augustynowiczem założył szkołę malarstwa dla kobiet we Lwowie. Zamieszkał na stałe w Krakowie, gdzie zajmował się konserwatorstwem. Pod jego kierunkiem odnowiono freski w kaplicy zamkowej w Lublinie, w Kaplicy Świętokrzyskiej na Wawelu, restaurowano malowidła ścienne w krużgankach klasztoru oo. Franciszkanów w Krakowie, w klasztorze Cystersów w podkrakowskiej Mogile i kościele w Czchowie. Przyjaźnił się ze Stanisławem Dębickim, Teodorem Axentowiczem, Julianem Fałatem i Jackiem Malczewskim. Wystawiał między innymi w Warszawie, Krakowie, we Lwowie, Tarnopolu, Poznaniu, Berlinie i Londynie. Malował obrazy olejne i akwarele oraz rysował pastelami pejzaże, sceny rodzajowe i typy ludowe oraz portrety. Zajmował się także malarstwem ściennym, projektowaniem i ilustratorstwem książek i czasopism, a także projektowaniem witraży. Jest autorem polichromii w cerkwi (wówczas kościół greckokatolicki) w Stanisławowie, na Uniwersytecie Lwowskim, w kościołach w Piotrkowie Trybunalskim, Brześciu Kujawskim i Chorzowie. Ostatnią pracą Juliusza Makarewicza była konserwacja fresków odkrytych w katedrze w Sandomierzu.
Spoczywa na cmentarzu Rakowickim w Krakowie (kw. Hf).

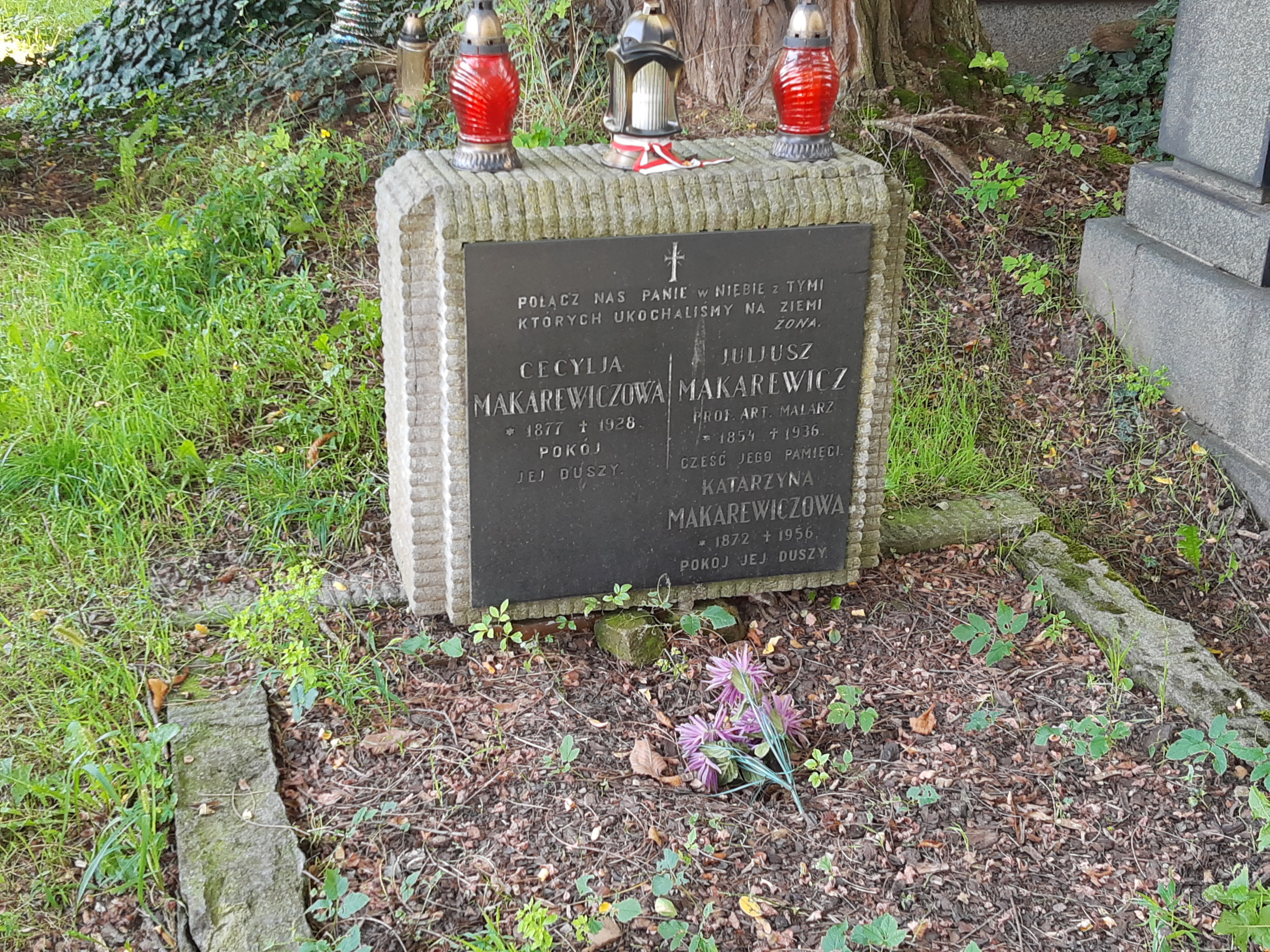
Grób Juliusza Makarewicza na cmentarzu Rakowickim